# ポケットコンピュータの製品一覧
本項では、ポケットコンピュータ（ポケコン）の過去に販売された機種をメーカー順に記述する。
ポケットコンピュータは、関数電卓の発展型として開発され、その多くが極めて限定的な機能や計算能力しか持たなかったが、安価で可搬性に優れ、プログラミングして利用することで科学技術計算や金融計算などの様々な用途に利用できた。日本ではパーソナルコンピュータ史の黎明期から初期に予算や作業スペースの関係で据え置き型のパソコンが使えないデスクワークや作業現場などに持ち込まれて活躍した。1990年代からは、携帯情報端末 (PDA) など様々なアプリケーションソフトウェアが予め内蔵されたり用意されていたものに取って代わられていった。2000年代では、その一部が学校教育用途として関数電卓の上位機種の扱いで辛うじて生き残っていたが、2010年代以降のノートパソコンやタブレットやスマートフォンの性能向上と急速な普及で教育用途でも一気に代替が進んで需要がほとんど無くなり、2015年に全製品が製造を終了した。以降は主に趣味の用途のために市場に残る在庫が購入されている。

## ポケットコンピュータの機種
発売年は併記した型番のうち最も早いものを記載。

### シャープ

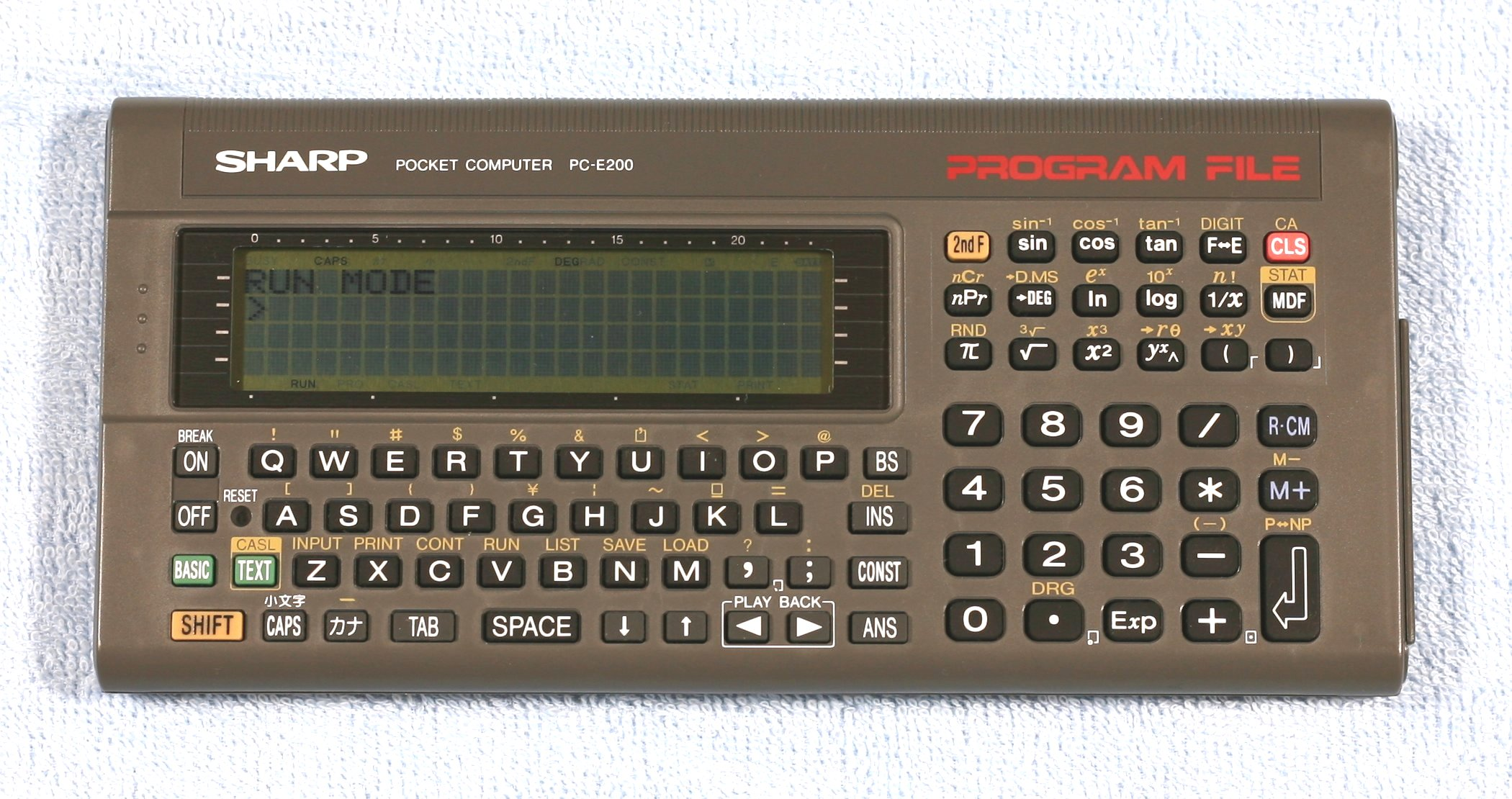
SHARP PC-E200

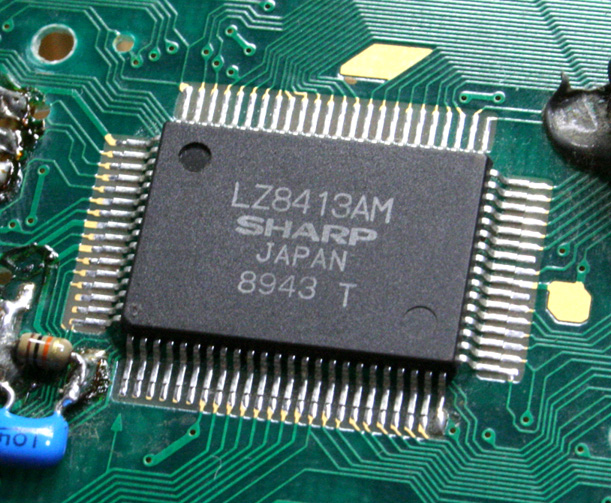
SHARP PC-G801のCPU

シャープのポケコンとしては、ここにあげたものの他に、企業向けの実行専用モデルがあった。型名にUが付く機種は大学向け、Gが付く機種は工業高校向け。全て製造終了となっている。
PC-1500系列やPC-E200、G800系列を除いて、CPUには同社が電卓用に自社内で開発した省電力LSI組み込みMPUの「ESR-H」系列を採用した機種を中心に展開していた。後にESR-Hは電子手帳にもその系譜が引き継がれて採用され命脈を保ったが、やがて処理速度を高速化した「ESR-L」へと変更され、同社の電子手帳が携帯情報端末（PDA）へと切り替わる過程で日立製汎用RISC32ビットCPUを採用するようになっていった。工業高校向けのG800系列は組み込みシステムなどマイコン制御学習の観点から、事実上の標準の一翼を担うZ80系列のCPUが採用されている。
PC-1350/60KシリーズやE500シリーズ、E200/G800シリーズといった一部の機種ではテキストモードと呼ばれるテキストエディタを搭載しており、他機種用のプログラムソースを編集してシリアルポートから転送するという使い方もできた。ただし強制的に行番号が付加される仕様のため、基本的にBASICプログラムの編集に向いたものである。
シャープ製ポケコンはBASIC機能やプログラムの互換性においていくつかの系統が知られる。機種が違えば特定のBASIC命令・関数の有無に差異がある場合があり、また表示文字数・画面領域の違い、メモリ容量の違いなどによってプログラム移植時に手直しが必要になる場合があるものの、同じ系統の機種間であればポケコン通信ケーブルEA-129Cやカセットインタフェース経由での直接的なBASICプログラムの転送手順に互換性がある。大学生協モデル付属の小冊子『電言板』シリーズによれば、（工業高校向けモデルを除き）以下の分類が示されている。
PC-1245シリーズ
PC-1245・1246(S)/47/48・1246DB/48DB・1250/51/55が該当。PC-1245シリーズでは最大行番号が999まで、変数名がアルファベット1文字だけ、といった制限がある。
PC-1260、1350、1400シリーズ
S1系
PC-1260/61/62、PC-1350、PC-1401/02・1425・1445・1450・1460が該当。変数名は2文字まで、行番号は65279まで可能になった。上記PC-1245シリーズのプログラムを読み込むことができる。
S2系
PC-1280、PC-1360(K)、PC-1470U・75が該当。S1系のプログラムを変換して読み込むことができる。またCSAVE@命令により、S1系ポケコンと互換性のあるプログラムデータをカセットインターフェースに出力することもできる。
S3系
PC-E500・E550・E650、PC-1480U/1490U/1490U2、PC-U6000が該当。うちU6000・E650では構造化BASIC命令が追加されている。#PC-E500系に詳細があるように、BASIC機能にも様々な変化が加えられている。CLOAD@により、S1・S2系ポケコンのプログラムを変換して読み込むことができるが、逆にS1・S2系ポケコンのプログラムを出力する機能は無い。
E200（G800シリーズ）
詳細は#PC-G800系を参照。これもS2系の延長上にあるが、S3系とは異なる方向性で派生したもの。CPUがZ80互換になっておりバイナリに互換性がなく、プログラムソースを交換できる相手はアスキー形式で入出力できる機種（S3系など）に限られる。
PC-1500、1600シリーズ
詳細は#PC-1500系を参照。上記の流れとは異なる独立したシリーズで、PC-1500/01、PC-1600Kが該当する。PC-1600Kシリーズのみ、アスキー形式で入出力できる機種（S3系等）との間でプログラム転送は可能。PC-1500シリーズはPC-1600Kシリーズとの間で転送が可能。

#### PC-1200系

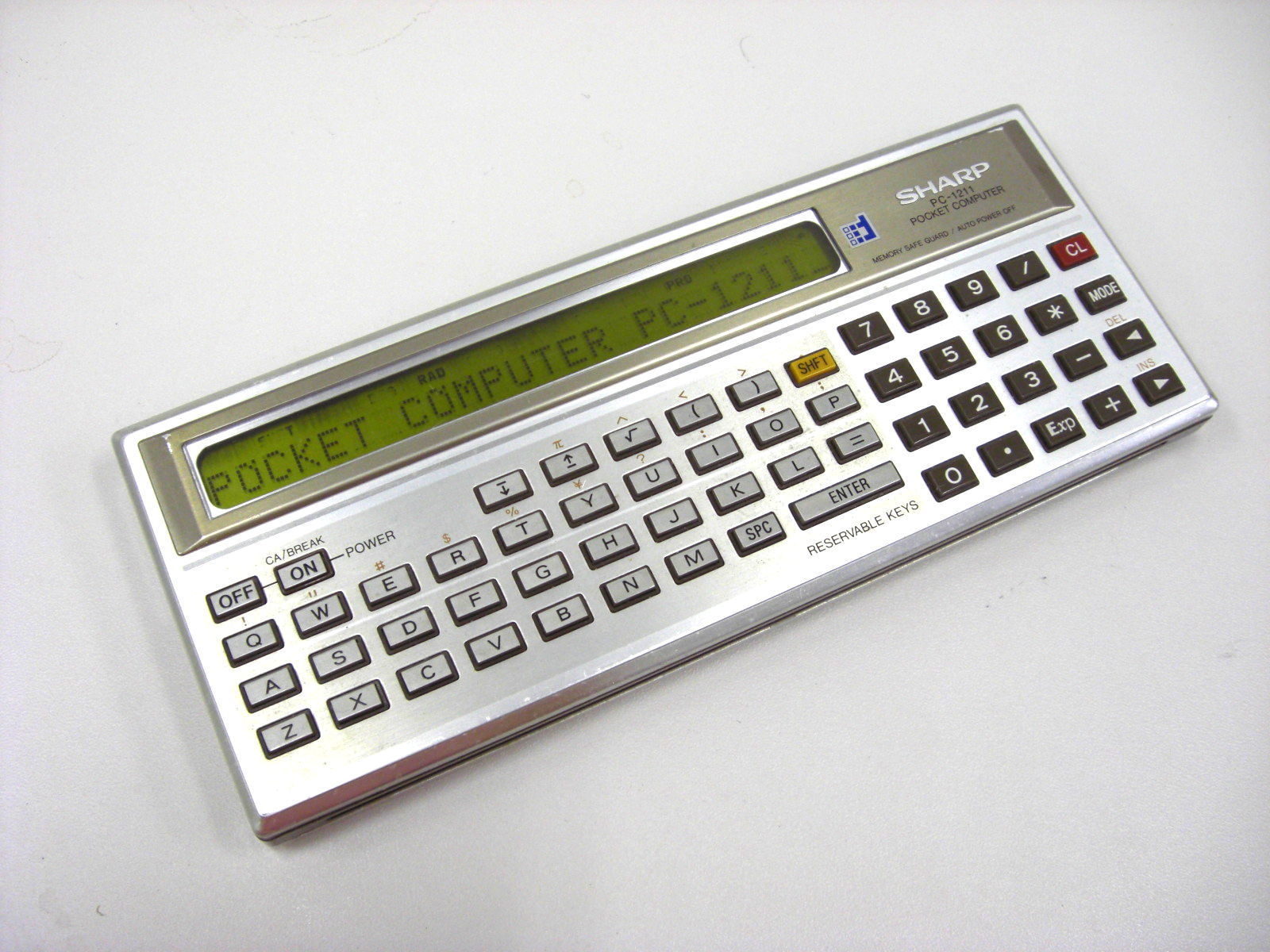
SHARP PC-1211

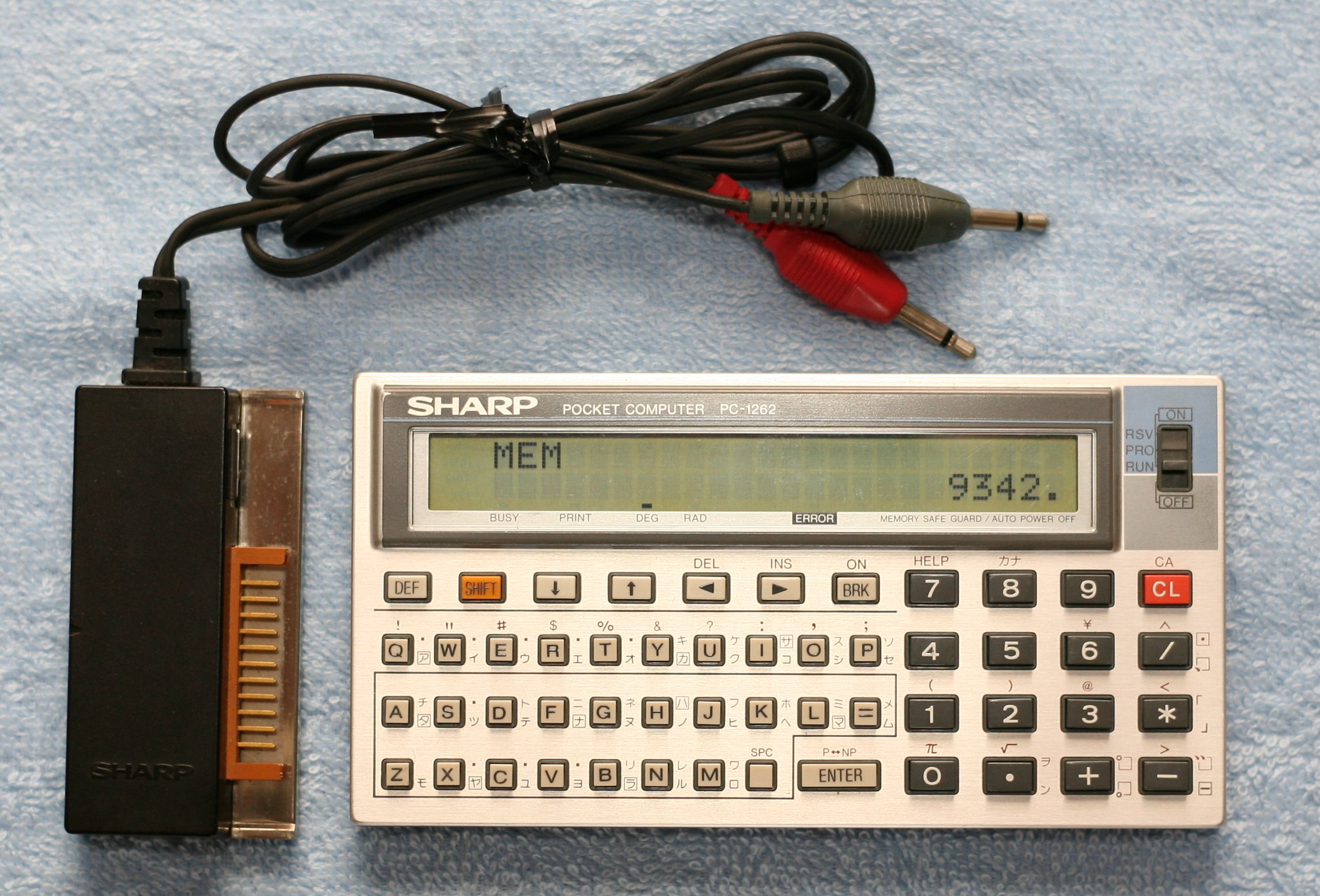
SHARP PC-1262 とカセットインタフェース CE-124

ローエンドからミッドレンジのシリーズ。多数の機種が発売された。ESR-H (チップの型番からSC61860とも呼ばれる) という独自の8ビットCPUを使用していた（PC-1210/1211、PC-1246系、PC-1431を除く）。一体型のマイクロカセット+サーマルプリンターが用意されていた（PC-1210/1211を除く）。
PC-1210/1211
1980年発売。PC-12系の元祖。24桁×1行表示。メモリは順に1KB/2KB。機械語は使用不可。液晶は黄色であり電池も水銀電池を用いた。オプションに一体型のカセットインタフェースとドットインパクト方式プリンターが用意されていた。乱数を生成する関数が用意されていないので、ゲームには不向きであった。
PC-1250/1251/1255
それぞれ1982年から1983年にかけて順次発売。24桁×1行表示。メモリは順に2.2KB/4.2KB/10.2KB。PC-12系の標準となった機種。ユーザーの手によって、米国から逆輸入された資料をもとに機械語が解析され、ポケコンブームの火付け役となった。特に文字キャラクター以外にも直接表示用のメモリエリアを書き換えて行われる表示で、コンピューターゲームを制作するマニアもみられ、1文字分5×7ドットの表示を、更にドット単位でON/OFFが可能であった。また、元々組み込まれているBASICとは互換性が無いものの、ゲームの作成等に適した複数のコンパイラが、ユーザーによって開発され公開された。
PC-1245
1983年発売。PC-125xの廉価版。16桁×1行、2.2KBメモリ。画面が狭いためPC-125x用のプログラムで動かないものが少なからずあったが、1250系列同様に機械語を非公式ながらサポートした機種であったため、価格帯的に最低ライン（定価17,800円）のローエンドマシンでは、ほぼ唯一といっていい機械語に対応した入門機種であった。カセットインターフェイス CE-124 が同時発売された。またSEIKOからPC-1245のOEMも発売された。
PC-1246/1246S/1247/1248
それぞれ1984年から1986年にかけて順次発売。PC-1245の後継機種。16桁×1行表示。4ビットCPU使用。メモリは順に2KB/2KB/4KB/8KB。BASICの実行速度は8ビットの12/13/14シリーズに比べかなり高速であったものの、機械語の使用が封印されていた。
PC-1246DB/1248DB
1987年発売。1246S/1248の後継機種。16桁×1行表示。メモリは順に2KB/10KB。電話メモと表計算機能を搭載し、カナが使用可能となった。BASICがPC-1210程度まで簡略化され三角関数も省かれていた。
PC-1260/1261/1262
それぞれ1984年から1986年にかけて順次発売。24桁×2行表示。メモリは順に4KB/10KB/10KB。PC-1250/1251/1255の後継機種でPC-125xを2行にしたような機種で物理的には2行だが論理的には1行扱い。ビジネスシミューレーションと呼ばれる数式を入力するだけで変数の入力と結果の表示を行ってくれる機能を搭載。PC-1262はPC-1261を価格改定しただけの後継機種。いずれもS1系。
PC-1280
1987年発売。24桁×2行表示、8KB（最大64KB CE-2H64M装着時）メモリ。PC-1260/1261/1262の後継機種でシャープ唯一の折畳式。同じS2系かつ同時期発売のPC-1475と関数電卓、シリアルIOコネクタ以外の機能は同等。PC-12系では唯一のRAMカード対応機種で64KBまで拡張可能だった。

#### PC-1400系

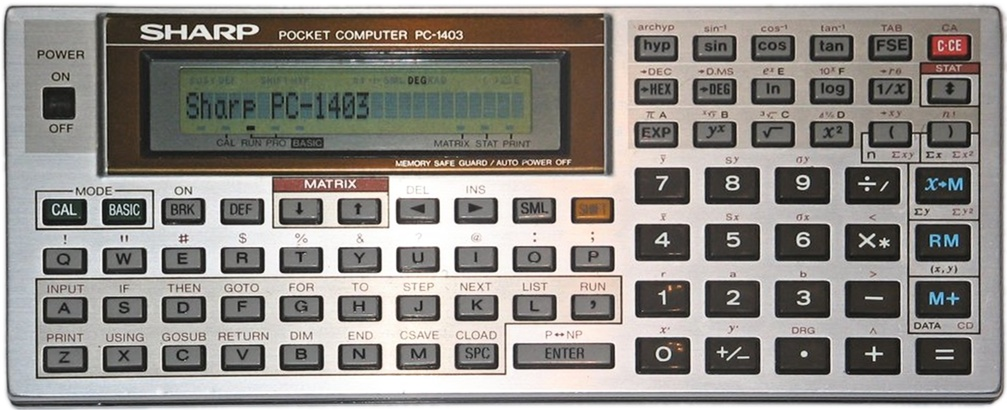
SHARP PC-1403

関数電卓としても使えるポケコンを求める声が大学生協に寄せられたことで開発されたシリーズである。E500シリーズもその延長上にあり、大学生協モデルではE500シリーズがベースになってからもPC-14xx型番がしばらく使われたが、そちらについてはE500系の節で扱う。
関数機能を追加し、関数電卓機能を持つ。複数の入力データから平均値や標準偏差を求める統計計算にも対応しており、E200/E500シリーズにも受け継がれている。学校向け機種や情報処理技術者試験用アセンブラを搭載する機種など多くの派生機種があった。学校向けの機種では関数電卓機能は省かれている。ESR-Hを使用している（PC-1405G/1415G/1430シリーズを除く）。PC-1450/1460/1425/1475/1470Uでは一体型のカラードットプリンターがオプションとして用意されていた。それ以前の機種でも日本国外では一体型プリンターが用意された（形状の異なるPC-1404Gや1405Gは除く）。PC-1475/1470UのみS2系で、それ以外はS1系。
PC-1401/1402
1983年発売。関数電卓機能を強化した機種。16桁×1行、メモリは順に4KB/10KB。
PC-1403/1403H
1986年発売。24桁×1行、8KB/32KB。
PC-1431/1404G/1405G/1415G
それぞれ1984年から1985年にかけて順次発売。16桁×1行表示、メモリは順に4KB/2KB/2KB/2KB。一般向けでは唯一電卓機能を省かれたPC-1400系機種。PC-1404G以外はPC-1246と同様に4ビットCPUを搭載している。機械語は使えない。PC-1404G/1405Gでは電池の入手性を考慮して単三電池2本で動作するようになっていた。その分だけ厚みがあるため、他機種のように本体カバーをひっくり返して装着するという使い方はできなくなっている。
PC-1440/1416G/PC-1445/1417G
それぞれ1985年から1986年にかけて順次発売。24桁×1行表示。メモリは順に4KB/4KB/8KB/8KB。PC-1440/1416Gでは情報処理技術者試験のアセンブラCAP-Xを搭載。後継機種のPC-1445/1417Gは情報処理技術者試験のアセンブラがCASLに変更になったことに合わせてCASLを搭載。INP・OUT命令による11ピン端子の3ビットI/Oの操作に対応し、後のPC-G800シリーズにも受け継がれた。
PC-1450/1460/1425
それぞれ1985年から1986年にかけて順次発売。PC-1450は16桁×1行表示、PC-1460はPC-1450の後継機種で24桁×1行表示。メモリは順に4KB（最大16KB CE-2H16M装着時）/8KB（最大32KB CE-2H32M装着時）/8KB（最大32KB CE-2H32M装着時）でRAMカードによるメモリの入れ替えが可能。オプションによりRS-232Cでパソコンと通信が可能。PC-1460でポケコン専用のポケットディスクドライブが使用可能となった。PC-1425はPC-1460の派生機種で統計機能の充実を図った。
PC-1475/1470U
1987年発売。24桁×2行表示、メモリは順に8KB（最大64KB CE-2H32Mを2枚装着時）/8KB（最大40KB CE-2H32M装着時）。PC-1460の後継機種。PC-1475は2枚のRAMカードをプログラム用、データ用として組み合わせて使用可能。また、RAMカードをRAMファイル（RAMディスク）として使用可能。倍精度演算が可能となった。オプションによりRS-232Cでパソコンと通信が可能。派生機種として大学向けのPC-1470Uがあり、こちらはRAMカードが1枚のみとなっていた。また、PC-1470UではAERと呼ばれる数式を入力するだけで変数の入力と結果の表示を行ってくれる機能を搭載していた。

#### PC-1350系
表示を24桁4行に拡張しRAMカード、シリアルインタフェースが使用可能になった。それに伴いサイズが大きくなりポケットに入れることが困難になる。ESR-Hを使用していた。オプションによりRS-232Cでパソコンと通信が可能。一体型のカラードットプリンターがオプションとして用意されていた。PC-1350がS1系で、PC-1360K/1360がS2系。
PC-1350
1984年発売。24桁×4行（150×32ドット）表示の大画面が特徴。4KB（最大20KB CE-202M装着時）メモリ。筐体も大型であるため、ポータブルコンピュータと名乗っていた。専用RAMカードによるメモリ増設が可能。
PC-1360K/1360
1986年発売。24桁×4行（150×32ドット）表示、8KB（最大64KB CE-2H32Mを2枚装着時）メモリ。PC-1350の後継機種。日本語の表示・入力が可能。同時に漢字機能のないPC-1360も発売になった。2枚のRAMカードをプログラム用、データ用として組み合わせて使用可能。ポケコン専用のポケットディスクドライブが使用可能となった。

#### PC-1500系
大型のフラグシップシリーズ。オプションは他の系統と互換はなかったが、豊富に用意されていた。6個のファンクションキーを備える。
PC-1500/1501/1500D
PC-1500は1981年、PC-1501は1983年、PC-1500Dは1984年に順次発売。26桁×1行（156×7ドット）表示。メモリは順に3.5KB（最大19.5KB CE-161装着時）/8.5KB（最大24.5KB CE-161装着時）。グラフィック表示が可能。CPUはLH-5801を搭載し機械語も正式にサポート、またI/Oプロセッサとして LH-5811を搭載。キーボードにカナの刻印があるが、使用するためにはオプションのカナモジュールかカナテープが必要であり、当時メモリが高価だったことを伺わせる。オプションでプロッタプリンター、RS-232C/パラレルインタフェースが用意されていた。PC-1500DはPC-1500にCE-157カナモジュールを背面スロットに装着したモデル。ディスプレイ枠が青い点、およびカナ入力にオプション品の併用が必要なことを注意するシールの添付がない点のみPC-1500と異なる。
PC-1600K
1986年発売。PC-1500と互換のCPU LH-5803とZ80互換CPUを搭載。26桁×4行（漢字表示は2行、156×32ドット）表示の大画面で日本語の表示・入力が可能。16KB（最大80KB CE-1600Mを2枚装着時）メモリ。RAMモジュール（増設用メモリ）をRAMファイル（RAMディスク）として使用可能。RS-232C、アナログ入力、光インタフェースを搭載。オプションでA4用紙対応プロッタプリンター、ポケットディスクドライブ、バーコードリーダが用意されていた。また、一部制限があるがPC-1500/1501用のオプションも使用可能となっていた。

#### PC-E500系

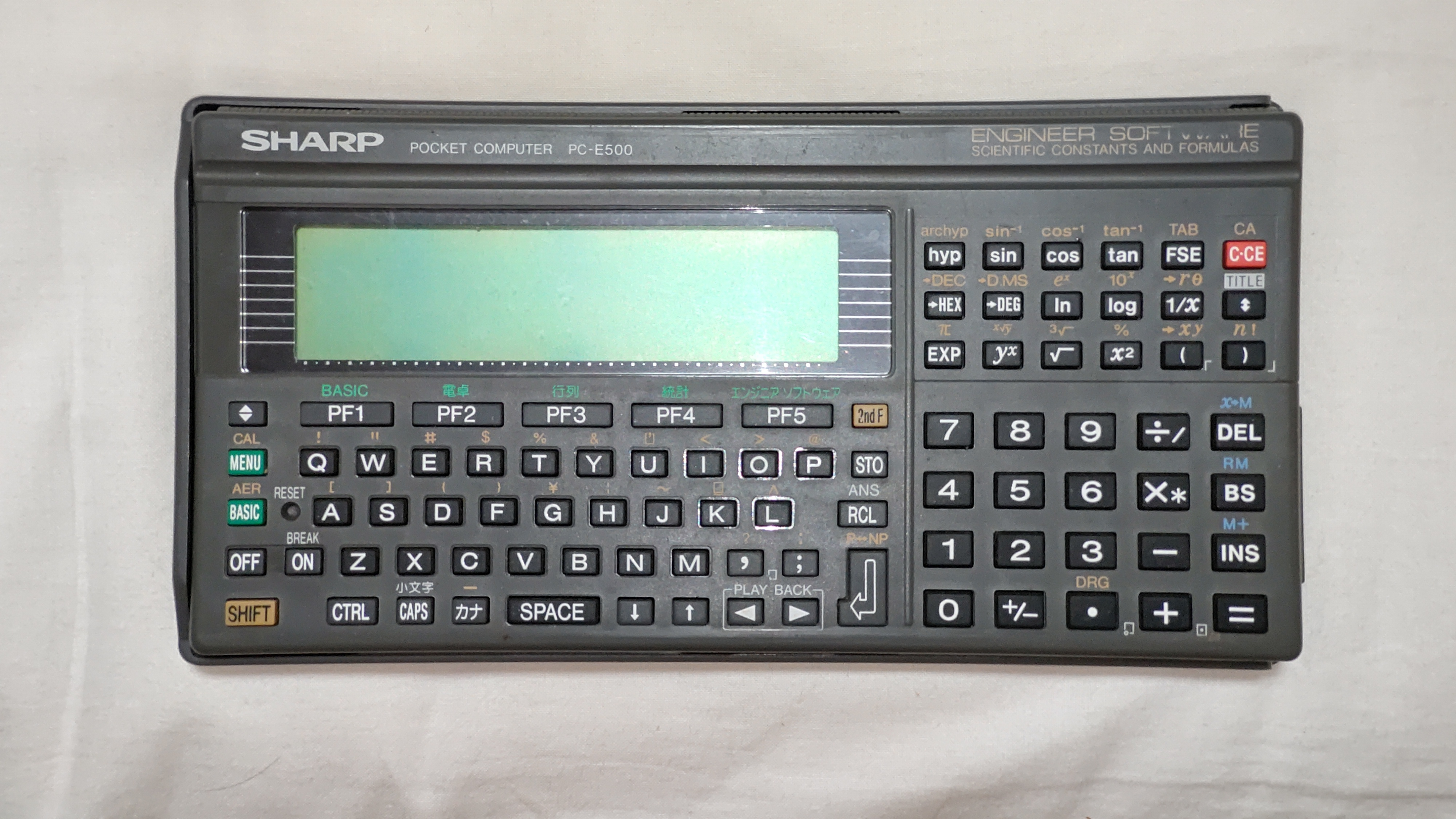
PC-E500

PC-13/14系（S2系）の流れをくむが、全面的なモデルチェンジが行われたS3系と呼ばれるシリーズ。新開発の8ビットCPU ESR-L (チップの型番からSC62015とも呼ばれる) を搭載。RAMファイル機能を搭載している。AERと呼ばれる数式を入力するだけで変数の入力と結果の表示を行ってくれる機能を搭載。多次元配列や40文字までの変数名、PC-1475/70Uに引き続き倍精度演算が使用可能となった。5個のファンクションキーを備える。オプションによりRS-232Cでパーソナルコンピュータと通信が可能。
PC-E500/E550/1480U/1490U/1490UII
それぞれ1988年から1991年にかけて順次発売。40桁×4行（240×32ドット）表示。組み込みプログラムを多数搭載している。大学向けのPC-1480Uでは組み込みプログラムは省かれ、後継機種の1490U/1490UIIでは代わりに学生が作成したプログラムが搭載されていた。PC-E550/1490UIIはそれぞれPC-E500/1490Uの後継機種でメモリが32KBから64KBに拡張された以外に（機能上の）違いはない。ただしE550は筐体色が白系に変更されている。
PC-E650/U6000
1993年発売。40桁×4行（240×32ドット）表示、64KB（最大128KB CE-2H64M装着時）メモリ。構造化BASICを搭載した、PC-E550の後継機種。本体カバーが開閉式になったほか、キーがゴムからプラスチックへ変わった。派生機種に大学向けのPC-U6000があった。大学向けのPC-U6000では組み込みプログラムは省かれ、代わりに学生が作成したプログラムが搭載されていたが、前述の4次方程式の誤植は修正されていない。

#### PC-G800系

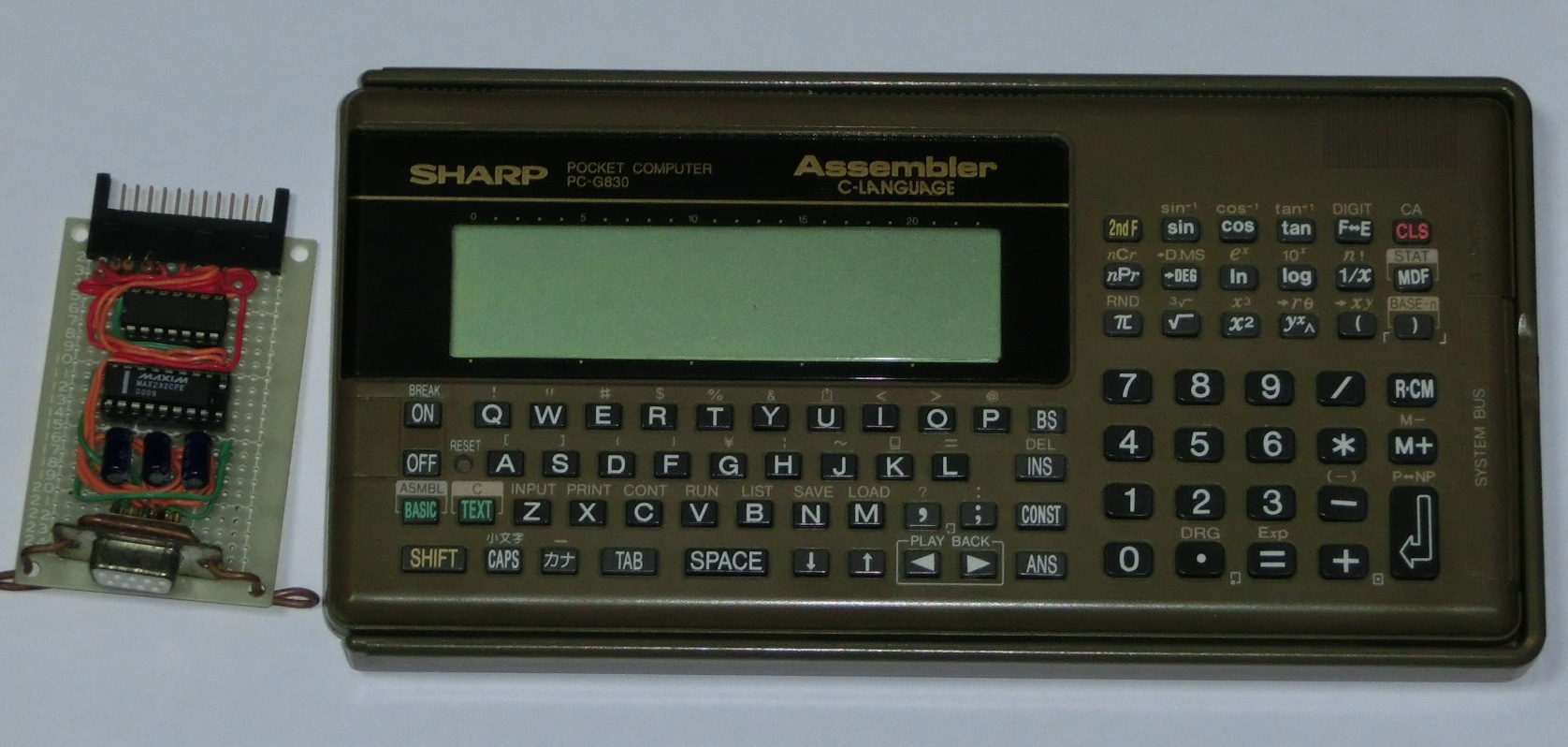
PC-G830と自作のRS-232Cレベルコンバータ

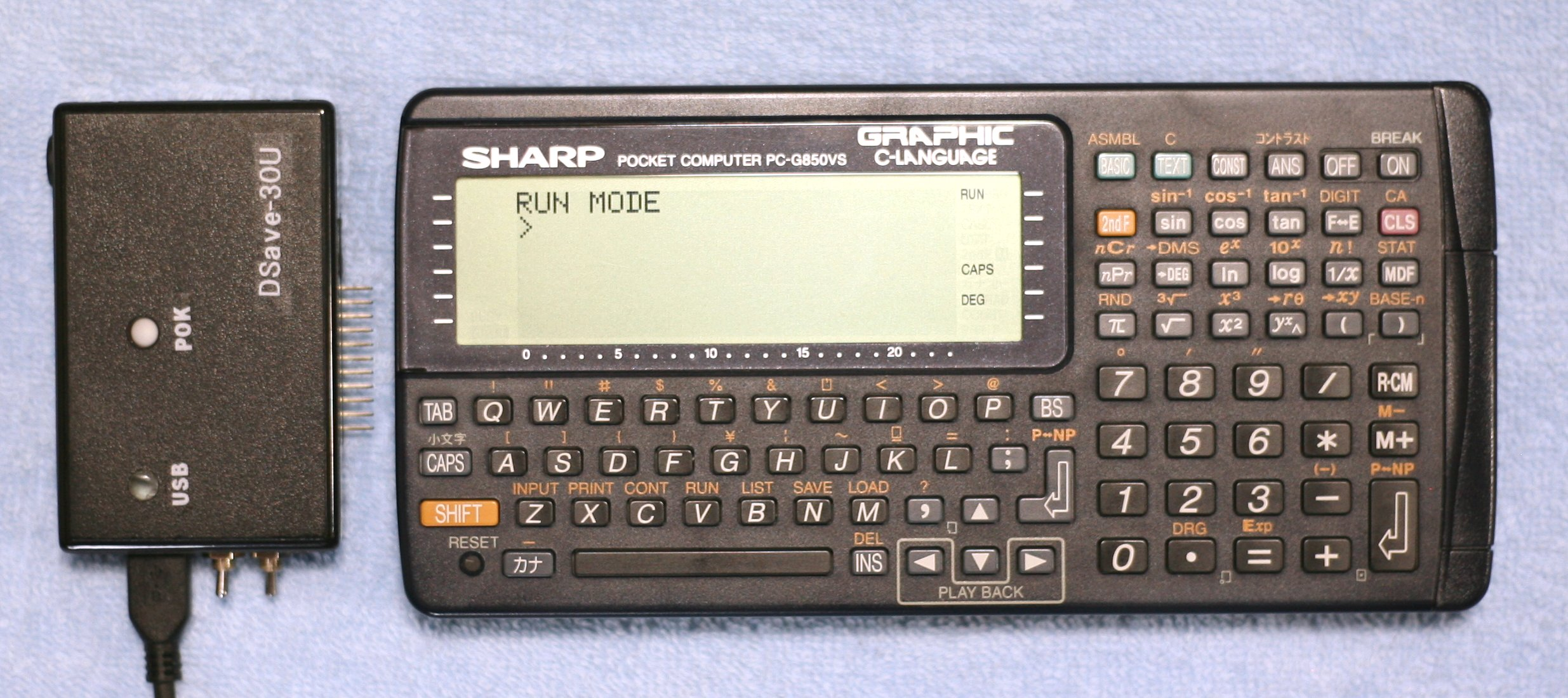
SHARP PC-G850VS とサードパーティー製USBインタフェース

PC-E200以外は学校教育専用機で一般向けには販売されなかった。PC-14系（S2系）の流れをくむが、CPUがZ80互換になった。同時期のPC-E500とはBASICの文法等も多少異なる。全ての機種でBASICと情報処理技術者試験のアセンブラCASL、および機械語モニタを搭載していた。RAMファイル機能を搭載するがPC-1475/1600K/E500等と異なり機械語ファイルは保存できない。ブザーは付いていないがBEEP命令は用意されているのでブザーを付ければ音が出せる（PC-E200はブザー標準装備）。オプションCE-T800によりRS-232Cでパーソナルコンピュータと通信が可能。PC-E200を除き、メーカー保証は3年間となっている。PC-G800系（PC-E200を含む）にはG801、E200、G802、G803、G805、G811、G813、G815、G820、G830、G850、G850S、G850V、G850VSがあり、Z80アセンブラやC言語を搭載するものもあった。また従来の11ピン端子の他に、Z80バスが引き出されたカードエッジ端子も搭載された。
PC-G801
1988年発売。24桁×4行表示、8KBメモリ。この機種をベースにしたPC-G800系が工業系学校向けの教材として発売され、PC-G811やPC-G802の登場以降は実質的に下位機種となった。後述のPC-G850/G830/G820の登場時にラインナップが一新され、PC-G801の役割はPC-G820に引き継がれた。
PC-E200
1988年発売。24桁×4行表示、32KBメモリ。Z80互換CPUを搭載。PC-G801をベースとしたこの系統唯一の一般向け機種。ブザー付。メーカー保証は1年間。日本国外では、Z80アセンブラを搭載してZ80バスをモールドした派生機種PC-E220も存在した。こちらではCASLの代わりにエンジニアリングソフトウェアが搭載されている。
PC-G811/G813/G815
PC-G800系の上位機種としてそれぞれ1989年から1993年にかけて発売。24桁×4行表示、32KBメモリ。BASIC、CASLのほか、Z80アセンブラを搭載。PC-G813以降はC言語が、PC-G815では初めてグラフィック（144×32ドット）が使用可能になる。後継機種はPC-G850。
PC-G802/G803/G805
PC-G801とPC-G81x系との間に位置するミドルレンジの機種としてそれぞれ1990年から1993年にかけて発売。24桁×4行表示。PC-G802/G803は8KB、G805は32KBメモリ。BASIC、CASLのほか、Z80アセンブラを搭載。後継機種はPC-G830。
PC-G820
1996年発売。24桁×4行表示。BASIC、CASLアセンブラを搭載。型番はPC-G815より大きいものの、実態はPC-G801の後継機種であり、PC-G801と同様にメモリが8KBしかなく、BASICでもグラフィック系命令は使用不可になっている。Z80アセンブラも正式サポート外。
PC-G830
1996年発売。24桁×4行表示。32KBメモリ。BASIC、C言語、CASL、Z80アセンブラを搭載。型番はPC-G815より大きいものの、実態はPC-G802/G803/G805に連なる中位機種にC言語を追加したものであり、それらと同様にBASICでグラフィック系命令は使用不可になっている。
PC-G850/G850S/G850V/G850VS
PC-G850はPC-G815の後継機種として登場し、以降シリーズ化した。それぞれ1996年から2009年にかけて順次発売。24桁×6行（144×48ドット）表示、32KBメモリ。高速化、構造化BASICの採用といった機能強化が図られている。11ピン端子のI/Oにも8ビットモードが追加され、外部機器制御の自由度が増した。BASIC、C言語、CASL、Z80アセンブラを搭載。PC-G850S（2000年発売）はPC-G850の後継機種。PC-G850Sの後継機種であるPC-G850V（2002年発売）ではPICのアセンブラも搭載している。最終モデルはPC-G850VS（2009年発売）で、G850Vとは箱やマニュアルの内容に違いがある。

#### シャープの周辺機器

##### シャープ共通・汎用
以下に、シャープのポケコン向けで複数のシリーズに対応する比較的汎用性の高い周辺機器を列挙する。
CE-127R
マイクロカセットレコーダ。マイクロカセットテープを外部記録として使用するためのレコーダ。
CE-152
コンパクトカセットレコーダー。カセットテープを外部記録として使用するためのレコーダ。
EA-11E
6V、150mA、センターマイナス。CE-121、CE-152などに対応する別売ACアダプタ。CE-122やCE-130Tには標準付属。
CE-515P
4色カラープロッタプリンター。シリアルIOコネクタを持つポケットコンピュータではCE-516Lを介して使用可能。パラレルポートも装備しており、パソコンと接続することも可能。シリアルコネクタを持たないPC-1500/1501ではCE-158やCE-162Eを介して接続する形になる。ボールペンで線を描画する方式のため本質はあくまでプロッタであり、文字を印字するプリンターとしての速度は遅い。オプションの漢字ROMによりJIS第一、第二水準の漢字が印字可能。なお、X1用のCZ-8PP2は本機のカスタマイズモデルである。
CE-516L
CE-515PとポケコンのシリアルIOコネクタを接続するケーブル。

##### PC-1210/11専用
以下にPC-1210及びPC-1211で使用可能な周辺機器を列挙する。
CE-121
一体型カセットインタフェース。データを音声信号として記録・読み込みするためにオーディオ機器（多くの場合はカセットテープレコーダ）に接続するための装置。モノラルミニプラグを二本とリモート用のプラグを持つ。
CE-122
一体型ドットインパクト方式プリンター。カセットインタフェース機能も持つ。

##### PC-12xx/13xx/14xx/Exxx/Gxxx系専用
以下にPC-1245/46/46DB/46S/47/48/48DB/50/51/55/60/61/62/80、1350/60/60K、1401/02/25/31/40/45/50/60/70U/75、1480U/90U/90UII/U6000、E500/E550/E650、E200/G801/G802/G803/G811/G813/G815/G820/G830/G850/G850S/G850V/G850VSで使用可能な周辺機器を列挙する。
CE-120P
感熱式プリンター。2つ折りのPC-1280専用一体型でカセットインタフェース機能も持つ。
CE-124
カセットインタフェース。データを音声信号として記録・読み込みするためにオーディオ機器（多くの場合はカセットテープレコーダ）に接続するための装置。モノラルミニプラグを2本持つ。G800系では電気的には使用可能であったが形状的に加工しないと使用できなかった。
CE-123P
PC-124x/5x/6x等の小型機種に対応した、CE-126P相当の機能を持つ一体型サーマルプリンタ。CE-125/125Sとは違い乾電池駆動でテープレコーダーは内蔵せず、カセットインターフェース機能を持つ。
CE-125/125S
データ記録用のマイクロカセットとCE-126P相当の感熱式プリンターが一体となった装置。サイズ的な制約のためPC-124x/5x/6x等の小型機種でしか使用できない。CE-125とCE-125Sの違いは色のみで、ポケットコンピュータがPC-125x系の色からPC-126x系の色に合わせたため。
CE-126P
SHARPの11ピン端子を持つポケコンに共通で使用可能な感熱式プリンター。外付け型なので接続するポケコンの形状を選ばないが、キャラクタ固定式のため任意のグラフィック出力には非対応。オーディオミニジャックを装備し、カセットインタフェース機能も持つ。電源は単3乾電池4本か、別売りのACアダプタEA-23Eに対応。または別売りの充電式バッテリパックEA-27Bが搭載可能で、EA-23E接続時に充電される。
CE-129P
PC-1401から1445までの薄型で横長の機種（形状の異なるPC-1404G/05G/25は除く）に対応した、CE-126P相当の機能を持つ一体型カセットインターフェース兼サーマルプリンタ。日本国外で発売された。
CE-130T
RS-232Cレベルコンバータ。シリアルIOコネクタを持つポケットコンピュータとパソコンのRS-232Cと接続して通信を行う際に電圧の変換（C-MOSレベルからRS-232Cレベル）を行うための機器。別途RS-232Cケーブルが必要。
CE-140F
2.5インチポケットディスクドライブ。PC-1280、PC-1360/60K、PC-1425/60/70U/75/80U/90U/90UII/U6000/E500/E550/E650で使用可能な外部記憶装置。
CE-140P/140PK
7色カラードットプリンター。グラフィックが可能な一型プリンターでPC-1350/60/60K、1425/50/60/70U/75の持つシリアルIOコネクタと接続する。CE-140PはANKのみ、CE-140PKはJIS第一、第二水準の漢字が印字可能。
CE-140T
RS-232Cレベルコンバータ。ケーブル一体型。シリアルIOコネクタで（公式には）X制御が可能なポケットコンピュータで使用可能。CE-130Tとは異なりRS-232CレベルをC-MOSレベルに落とすことで接続する。PC側の20番ピン (DTR信号線) を電源に使うため追加電源を必要としない反面、原理的にハードウエアフロー制御には対応しておらず、X制御によるフロー制御に対応している。事前にポケコン側もハードウエアフロー制御を無効に設定しておく必要がある。
X制御に正式対応していないPC-1360Kなどの機種はカタログでもCE-140Tに正式対応しておらず、公式にはCE-130Tを使用することになっている。
CE-135T
RS-422レベルコンバータ。ケーブル一体型。シリアルIOコネクタを持つポケットコンピュータで使用可能。当時のMacintoshとのデータ転送に使われる。
CE-T800
RS-232Cレベルコンバータ。PC-E200/G8xxシリーズの11ピンペリフェラルインタフェースを使ったシリアルIOコネクタ用のケーブル一体型レベルコンバータ。
EA-23E
8.5V、350mA、センターマイナス。CE-120P/123P/126P/129P、PC-G850シリーズ本体などに対応する別売ACアダプタ。G850シリーズ以外でも、CE-126Pを経由すれば多くの機種において電源供給手段となりうる。
EA-129C
ポケットコンピュータ通信ケーブル。ポケットコンピュータ同士を接続してプログラムやデータを転送するためのケーブル。電源の信号線も接続されるため、電源を共用することも可能。
CE-201M/202M/203M/210M/211M/212M/2H16M/2H32M/2H64M
RAMカード。RAMカードスロットを持つポケットコンピュータに内蔵しメモリの増設を行う。容量は順に8KB/16KB/32KB/2KB/4KB/8KB/16KB/32KB/64KB。CE-201M/202M/203Mはカードサイズ、他はその半分の大きさ。バッテリバックアップ機能を持ち、本体から外してもメモリの内容を保持できる。

##### PC-1500系専用
以下にPC-1500/01/1600/1600Kで使用可能な周辺機器を列挙する。PC-1600/1600Kでは使用不可と記載がないものはPC-1600/1600Kでも使用可能。
CE-150
4色カラープロッタプリンター。一体型でカセットインタフェース機能を持つ。ボールペンで線を描画する方式のため本質はあくまでプロッタであり、文字を印字するプリンターとしての速度は遅い。
CE-151/155
メモリモジュール。4KB/8KBの増設用メモリ。バッテリバックアップはなし。
CE-153
ソフトウェアボード。PC-1600/1600Kでは使用不可。
CE-156
カナテープ。PC-150xでカナを使用するためのプログラムとデータが格納されたカセットテープで本体のメモリにロードして使用する。PC-1600/1600Kでは使用不可。
CE-157
カナモジュール。PC-150xでカナを使用するためのプログラムとデータが格納されたモジュールで本体のメモリスロットに装着して使用する。4KBの増設メモリとしての機能を併せ持つ。PC-1600/1600Kでは使用不可。
CE-158
RS-232C/パラレルインタフェース。
CE-159/161
メモリモジュール。8KB/16KBの増設用メモリ。バッテリバックアップ機能を持ち、本体から外してもメモリの内容を保持できる。
CE-162E
カセット/パラレルインタフェース。
EA-150
9V、500mA、センターマイナス。PC-1500/1600シリーズ本体などに対応の別売ACアダプタ。CE-150には標準付属。

##### PC-1600/1600K専用
以下にPC-1600/1600Kで使用可能な周辺機器を列挙する。
CE-1600M/1601M
メモリモジュール。32KB/64KBの増設用メモリ。バッテリバックアップ機能を持ち、本体から外してもメモリの内容を保持できる。
CE-1600P
4色カラープロッタプリンター。体型でカセットインタフェース機能を持つ。ボールペンで線を描画する方式のため本質はあくまでプロッタであり、文字を印字するプリンターとしての速度は遅い。JIS第一、第二水準の漢字が印字可能。ポケットディスクドライブCE-1600F用のインタフェースを内蔵している。
CE-1600F
2.5インチポケットディスクドライブ。接続するためにはCE-1600PかCE-1600Eが必要。
CE-1600E
パラレル/ポケットディスクインタフェース。
CE-1600L
光ファイバーケーブル。5メートルの長さを持つ、プラスチック製の光ファイバーケーブル。PC-1600K同士をつなぐクロスケーブルとして利用できる。
CE-1650M
文節変換辞書モジュール。PC-1600K本体のみでは単漢字変換しか出来ないが、このモジュールを装着することで文節変換が可能となる。
CE-1601N
バーコードリーダ。別途バーコードリーダ用のソフトも販売されていた。
EA-160
8.4V、1A、センターマイナス。PC-1600シリーズ本体などに対応の別売ACアダプタ。CE-1600Pには標準付属。

### カシオ計算機
カシオのポケコンとしては、ここにあげたものの他に、企業向けの実行専用モデルがあった。型名にスーパーカレッジが付く機種は学校向け。2006年4月現在、一般向けの機種ではFX-860Pvc/890P以外を新品で見ることはまずない。また、学校向けモデルは生産を終了した。

#### FX-702P/FX-801P
20桁×1行表示、2KBメモリ。カシオ初のBASIC搭載機。FX-702PはキーボードがQWERTY配列ではなくアルファベット順となっていた。後継のPB-100系よりも関数や命令が多く機能的には上だった。FX-702Pにマイクロカセットとプリンターを搭載したFX-801Pがあった。

#### PB-100系
入門機。12桁×1行表示、PB-110以降データバンク機能（検索機能付きテキストエディタ）が追加される。関数のワンキー入力機能（Fキー）を追加した同系統にFX系がある。後期に発売されたFX-780P以降のFX系では24桁表示が可能となり関数もPB系に比べ追加された。また、数式記憶と呼ばれる数式を入力するだけで変数の入力と結果の表示を行ってくれる機能を搭載し以降の機種では標準機能となった。メモリ表示用の専用セグメントが液晶画面上にあったのも特徴的。
PB-100/PB-200/FX-700P/スーパーカレッジ
1982年発売。12桁×1行表示、メモリは順に1KB（最大2KB OR-1装着時）/2KB/2KB/1KB（最大2KB OR-1装着時）。安価で人気があったが、メモリが少なかった。ただしメモリ管理が少々変っており、プログラムのステップ単位でメモリを消費していた。PB-100では定価14,800円で、当時のコンピュータとしては破格の安さであったことにも絡み、コンピュータに関心のある中高生が、初めてのコンピュータとして、お年玉や小遣いを貯めて買う姿も見られた。マニュアルにはスロットマシンゲームなどの例題プログラムが掲載されているなど、内容的にも中高生が十分に理解できる・楽しめるようにまとめられていた。表示枠が非常に小さかったものの、文字表示位置（左右のみ）を数値で設定できたため、これで単純なアクションゲームを作る者もおり、プログラム投稿雑誌では定番の入門機として、これ用のプログラムリストを掲載していた。1983年に日清焼そばU.F.O.の懸賞品として登場した遊COMはPB-100から印刷と外部記憶装置接続の機能を省いたバージョンだが、実際は液晶パネル内の同機能に関する表示をなくしただけにすぎず、「遊COM」を外部ケースから取り外せばPB-100の周辺機器がそのまま使えた。リチウム電池(CR-2032)2個を電源とする。
PB-300/FX-802P
1983年発売。12桁×1行表示、2KBメモリ。PB系統のミドルレンジ機種。表示範囲等はPB-100と同等ながらメモリが約2倍で、感熱式プリンターを内蔵していた。なお厚みまで倍になっていたが、これはプリンター駆動部分の厚みとニッカド電池を内蔵していたためで、本体計算部分はリチウムボタン電池で駆動、プリンターのみ電源アダプターで充電して利用した。
PB-100F/PB-400/FX-710P/スーパーカレッジII
1984年発売。12桁×1行表示、メモリは順に1KB（最大2KB OR-1装着時）/4KB/4KB/2KB。PB-100のマイナージチェンジ版でBASICが拡張された。
PB-110/PB-80/PB-120
1984年発売。12桁×1行表示、メモリは順に1KB（最大2KB OR-1装着時）/1KB（最大2KB OR-1装着時）/8KB。PB-100の後継。データバンク機能が追加され以降の機種で標準となった。派生機種としてインタフェースを省いたPB-80（1985年発売）も発売された。後継機種としてメモリを8KBとしたPB-120（1989年発売）があり、最後のPB-100系となった。
PB-410/FX-720P/FX-820P
1984年発売。12桁×1行表示、2KB（最大4KB RC-4使用時）メモリ。RAMカードによるメモリ入れ替えが可能になり、データバンクが追加された。FX-720Pに感熱式プリンターを内蔵したものがFX-820P。
PB-220
1986年発売。12桁×1行表示、2KB（最大10KB RP-8装着時）メモリ。PB-110を関数電卓のような縦型にしメモリを増設した機種。
FX-780P/FX-781P/FX-790P/FX-795P/スーパーカレッジAX-1/AX-2/AX-3
1985年発売。24桁×1行表示、メモリは順に4KB/2KB（最大4KB）/8KB（最大16KB RP-8装着時）/16KB/2KB/2KB（最大10KB RP-8装着時）/AX-3は不明。関数機能が大幅に強化され、数式記憶を搭載し以降の機種では標準機能となった。関数を直接入力可能なキーが追加され、本体の形状が二つ折りに変更された。情報処理技術者試験のアセンブラCAP-Xを搭載。後継のFX-795P（1987年発売）ではCAP-Xがなくなり、5種類の組み込みプログラムを搭載していた。
FX-740P
1986年発売。24桁×1行表示、16KBメモリ。FX-780Pの流れを汲むが二つ折りからPB-100等と同じ横型に戻った。数式記憶機能を搭載するがCAP-Xや組み込みプログラムは搭載していない。

#### FX-860P系

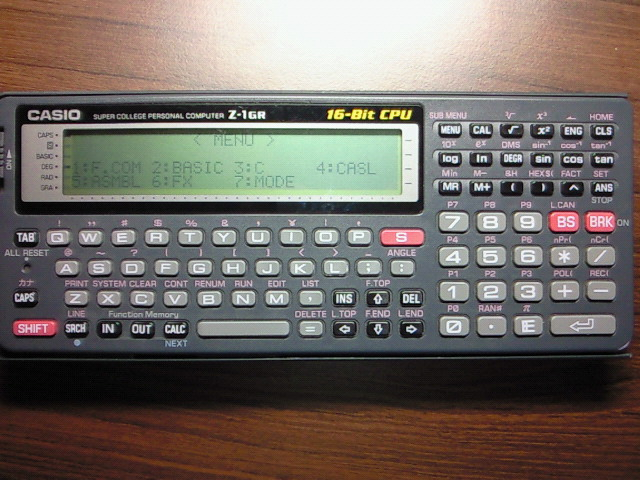
Z-1GR

PB-100系から発展した系統。データバンク機能、数式記憶を搭載（FX-840Pを除く）。多次元配列や15文字 (FX-840P〜860Pvc)/255文字 (FX-870P〜890P) までの変数名が使用可能となった。オプションによりRS-232Cでパーソナルコンピュータと通信が可能。
FX-840P/FX-841P/スーパーカレッジVX-1/VX-2
1987年発売。32桁×2行表示、8KB（最大40KB RP-33装着時）メモリ。FX-860Pと同時に発売された機種。FX-860Pから116種類の組み込みプログラムを省き、FX-840PではCASLを、FX-841Pでは統計用の組み込みプログラムを搭載していた。FX-840PではPB-100系の互換機能や数式記憶機能も省かれていた。スーパーカレッジVX-1の後継VX-2ではオプションでフロッピィディスクが使用可能になった。
FX-860P/FX-860Pvc
1987年発売。32桁×2行表示、32KB(最大64KB RP-33装着時)。PB-100系のプログラムを実行出来るようBASICに互換命令を持つが、表示の違いからそのままでは思わぬ表示になる場合が多い。116種類の組み込みプログラムを搭載し、自分でプログラムを組まなくても使うことが出来る。ローマ字カナ入力が可能となる。後継のFX-860PvcではCASLを搭載し、オプションでフロッピィディスクが使用可能になった。また、FX-860PvcでF.COMと呼ばれるファイル管理機能が追加された。
FX-870P/スーパーカレッジVX-3/VX-4
32桁×4行（191×32ドット、VX-3は192×32ドット）表示、メモリはFX-870Pは32KB（最大64KB RP-33装着時）、他は8KB（最大40KB RP-33装着時）。FX-860Pから発展した機種であるが、PB-100系との互換はない。BASIC、CASL、C言語を搭載。CPUはHD61700で隠し命令(MODE110(&Hxxxx))により機械語が実行できる。グラフィックが可能な液晶を搭載するがBASICに命令が用意されていなかった。
FX-890P/スーパーカレッジZ-1/Z-1GR/Z-1GRA
1992年発売のFX-870Pの後継機で、初の16ビット機。32桁×4行（192×32ドット）表示、メモリはFX-890Pは64KB（最大96KB RP-33装着時）、他は32KB（最大64KB RP-33装着時）。80188互換16ビットCPUを搭載する。BASIC、CASL、C言語、アセンブラを搭載。オプションでフロッピィディスクが使用可能。
Z-1GRは、1995年発売。RAMファイル（RAMディスク）機能、エディタ機能、BEEPリセット音を搭載。
Z-1GRAは、スーパーカレッジの最終モデル。液晶がFX-890Pと同様のハイコントラスト液晶になっていた（他にはZ-1GRとの差はない）。

#### PB-700系
上位機種。PB-100系とは互換はないが、同時期のパーソナルコンピュータに搭載されたBASICと近い文法を用いたBASICを搭載していた。
PB-500/500Ⓕ/FX-750P/750PⒻ
1984年発売。24桁×1行表示、4KB（最大16KB RC-8を2枚使用時）メモリ。PB-100系とは互換がない別系のシリーズ。2枚のRAMカードをプログラム用、データ用として組み合わせて使用できた。PB-500ではカナ入力が可能。FX-750Pでは関数の簡易入力が可能となっていた。オプションで一体型のカセットインタフェース+感熱式プリンターが用意されていた。尚、PB-500/FX-750PにはⒻが付くモデルがあり、PB-500/FX-750PはRAMカードを正面から差し込む形となっていて、PB-500Ⓕ/FX-750PⒻは背面にリモコンの電池ボックスのような蓋を開けてそこにRAMカードをセットする形になっていた。
PB-700/PB-770
1983年発売。20桁×4行（160×32ドット）表示、メモリはPB-700は4KB（最大16KB OR-4を3つ装着時）、PB-770は8KB（最大32KB OR-8を3つ装着時）。後継のPB-770ではワンキー関数入力が追加され、またカナが直接入力可能となった。オプションとして一体型のカセット/パラレルインタフェースとプロッタプリンターが用意されていた。
PB-1000/PB-1000C
1986年発売。折りたたみ型で32桁×4行（192×32ドット）の大画面。8KB（最大40KB RP-32装着時）メモリ。数式記憶機能、データバンク機能、RAMファイル（RAMディスク）機能、HD61700アセンブラを搭載。初めてタッチスクリーンを搭載した。多次元配列や255文字までの変数名が使用可能となった。PB-1000CはPB-1000のHD61700アセンブラを搭載せず、代わりに情報処理技術者試験のアセンブラCASLを搭載していた。オプションで一体型のフロッピィディスク+RS-232Cが使用可能。
AI-1000
32桁×4行（192×32ドット）表示、32KB（最大64KB RP-33装着時））メモリ。標準搭載の言語をAI開発用言語LISPとした。オプションでBASIC、C言語、CASL、Prologが使用出来る。CPUはHD61700でBASICから隠し命令 (SYSTEM CALL &Hxxxx) で機械語を実行可能。数式記憶機能、データバンク機能、RAMファイル（RAMディスク）機能を搭載。オプションで一体型のフロッピィディスク+RS-232Cが使用可能。

#### カシオの周辺機器

##### FX-702P専用
以下にFX-702Pで使用可能な周辺機器を列挙する。
FA-2
カセットインタフェース。データを音声信号として記録・読み込みするためにオーディオ機器（多くの場合はカセットテープレコーダ）に接続するための装置。モノラルミニプラグを二本とリモート用のプラグを持つ。
FP-10
放電破壊プリンター。放電によって紙を焦がすことで印字するプリンターで、専用紙が必要。

##### PB-100系専用
以下にPB-80/100/100F/110/120/200/220/300/400/410/FX-700P/710P/720P/740P/780P/781P/790P/795P/スーパーカレッジ/II/AX-1/AX-2/AX-3で使用可能な周辺機器を列挙する。
FA-3/FA-5
カセットインタフェース。データを音声信号として記録・読み込みするためにオーディオ機器（多くの場合はカセットテープレコーダ）に接続するための装置。FA-3は一体型でモノラルミニプラグを二本とリモート用のプラグを持つ。FA-5は小型でリモート用のプラグはなし。
FP-12/12S/12T
12桁感熱式プリンター。
FP-40
40桁感熱式プリンター。インタフェースパックを交換することでPB-100系、PB-700/770、FX-860P系、パラレルポートを持つパソコンなどでも使用可能。インタフェースパックはSB-41がPB-700/770、SB-42がPB-100系、SB-43がパラレルポート、SB-44がFX-860P系用となっている。FP-40単体でインタフェースパックがないと動作しないので注意が必要。PB-700/770およびPB-100系ではカセットインタフェース機能も使用可能。縮小文字や横倍角拡大、強調といった文字修飾やドットグラフィック印刷も可能。
OR-1/1E
1KBの拡張メモリ。PB-100等の標準でメモリが1KBの機器に内蔵して使用する。
RP-8
8KBの拡張メモリ。FX-790P/PB-220等で使用可能な増設メモリ。
RC-2/4
RAMカード。PB-410/FX-720P/820P用。バッテリバックアップ機能を持ち、本体から外してもメモリの内容を保持できる。メモリサイズは順に2KB/4KB。

##### FX-860P系専用
以下にFX-840P/841P/860P/860Pvc/870P/890P/スーパーカレッジVX-1/VX-2/VX-3/VX-4/Z-1/Z-1GR/Z-1GRAで使用可能な周辺機器を列挙する。
AD-4177J
ACアダプター。家庭用電源（AC100V）での使用が可能となり、本機器を接続している間は、本体内の電池が消費されなくなる。
FA-6
インタフェースボックス。カセット、RS-232C、パラレルの3つのインタフェースを持つ。ただし、FX-890P/スーパーカレッジZ-1/Z-1GR/Z-1GRAではカセットインタフェースは使用できない。
FA-8
RS-232Cインタフェースユニット。FX-870P/890P/スーパーカレッジVX-3/VX-4/Z-1/Z-1GR/Z-1GRAといった3ピンインタフェースを持つポケットコンピュータで使用可能。
FP-40
40桁感熱式プリンター。詳細はPB-100系専用周辺機器のFP-40の項を参照。
FP-100
4色カラープロッタプリンター。パラレルインタフェースを持つポケットコンピュータで使用可能。ボールペンで線を描画する方式のため本質はあくまでプロッタであり、文字を印字するプリンターとしての速度は遅い。パソコンと接続することも可能。FX-860P系で使用するためにはFA-6とプリンタケーブルが必要。
SB-60/62
データ転送ケーブル。FX-870P/890P/スーパーカレッジVX-3/VX-4/Z-1/Z-1GR/Z-1GRAといった3ピンインタフェースを持つポケットコンピュータ同士を接続しデータやプログラムの転送が可能。
MD-110/120
フロッピーディスクドライブ。MD-110は2DDで対応機種はFX-860Pvc/スーパーカレッジVX-3、MD-120は2HDで対応機種はFX-890P/Z-1/Z-1GR/Z-1GRA。FX-870Pはマニュアルでは非対応だが、コマンドレベルではデバイスとして定義されている。
RP-8/33
拡張メモリ。メモリ容量は順に8KB/32KB。

##### PB-500系/FX-750P系専用
以下にPB-500/500Ⓕ/FX-750P/750PⒻで使用可能な周辺機器を列挙する。
FP-20
12桁感熱式プリンター。キャラクタ固定式のため任意のグラフィック出力には非対応。オーディオミニジャックを装備し、カセットインタフェース機能も持つ。
RC-2/4/8
RAMカード。バッテリバックアップ機能を持ち、本体から外してもメモリの内容を保持できる。メモリサイズは順に2KB/4KB/8KB。

##### PB-700/770専用

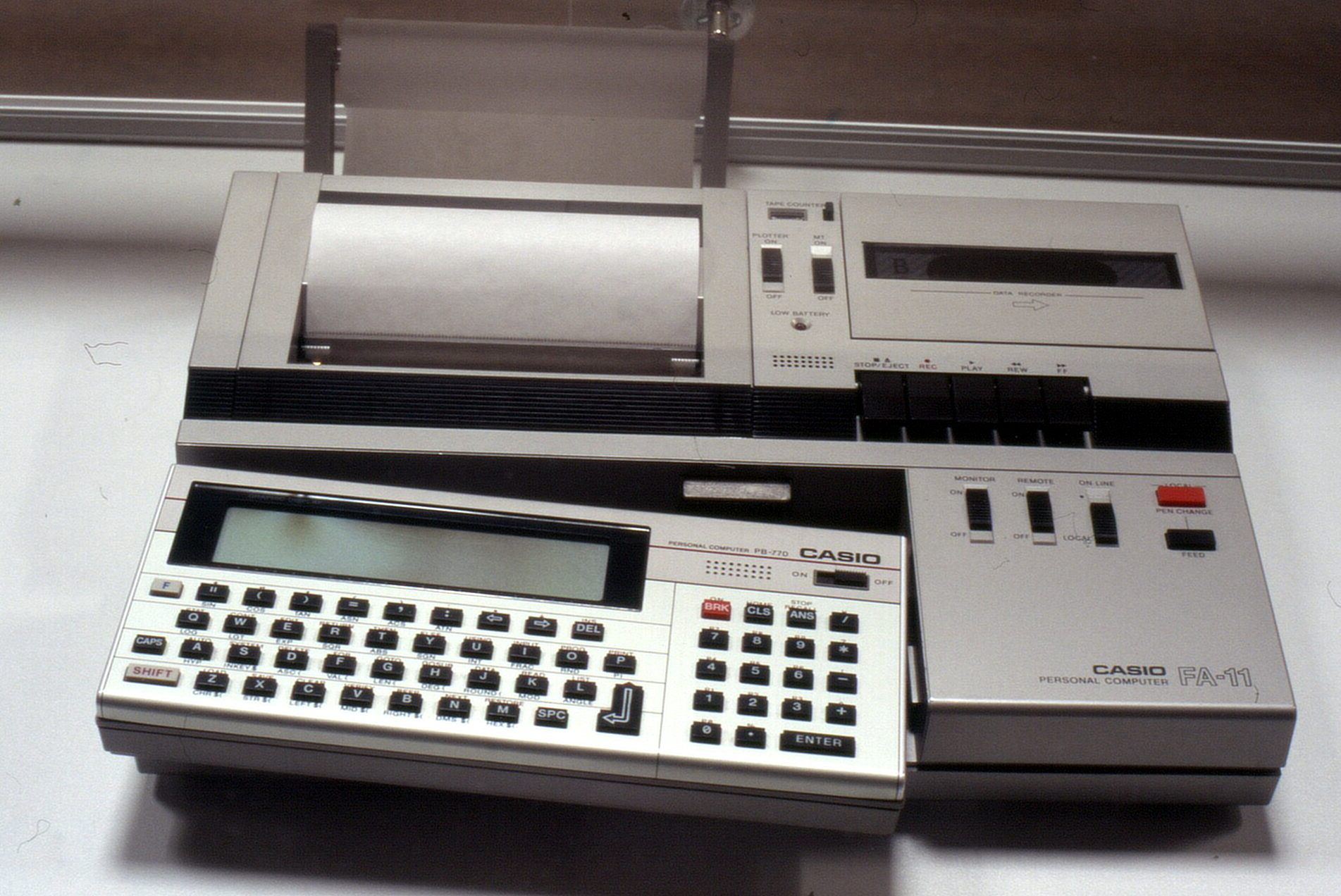
PB-770とFA-11

以下にPB-700/770で使用可能な周辺機器を列挙する。
FA-4
カセット/パラレルインタフェース。一体型でマイクロカセットCM-1を装着出来る。
FA-10
4色カラープロッタプリンター。一体型でカセットインタフェース機能を持つ。マイクロカセットCM-1を装着出来る。
FP-40
40桁感熱式プリンター。詳細はPB-100系専用周辺機器のFP-40の項を参照。
FP-100
4色カラープロッタプリンター。詳細はFX-860P系専用周辺機器のFP-100の項を参照。PB-700/770で使用するためにはFA-4とプリンターケーブルが必要。
OR-4/8
拡張メモリ。OR-4はPB-700専用で4KB、OR-8はPB-770専用で8KB。
CM-1
マイクロカセットレコーダ。FA-4またはFA-10に装着してマイクロカセットテープを外部記録として使用するためのレコーダ。

##### PB-1000/1000C/AI-1000専用
以下にPB-1000/1000C/AI-1000で使用可能な周辺機器を列挙する。
FP-40
40桁感熱式プリンター。詳細はPB-100系専用周辺機器のFP-40の項を参照。
FP-100
4色カラープロッタプリンター。詳細はFX-860P系専用周辺機器のFP-100の項を参照。PB-1000/1000C/AI-1000で使用するためにはFA-7またはMD-100とプリンターケーブルが必要。
FA-7
インタフェースボックス。一体型でカセット、RS-232C、パラレルの3つのインタフェースを持つ。
MD-100
RS-232C/パラレルインタフェース/フロッピーディスクドライブ。一体型でRS-232C、パラレルインタフェースおよび、3.5インチ1DDフロッピーディスクドライブを持つ。
RP-32/33
拡張メモリ。RP-32はPB-1000/1000C専用、RP-33はAI-1000用。メモリサイズは共に32KB。
OM-51P/OM-52C/OM-53B/OM-54A
ROMカード。AI-1000専用の各言語インタプリタが搭載されたROM。AI-1000にこれらのカードを取り付けると、標準のLISPにかわり、ROMに搭載の言語が使用可能となった。言語は順にProlog/C言語/BASIC/CASL。

### 日本電気 (NEC)
PC-2001
1982年発売。CPUはμCOM78LC06(1MHz)、内蔵ROM20Kbyte、内蔵RAM8Kbyte、RS-232Cインターフェイス、セントロニクス準拠プリンターインターフェイスを装備、本体価格5万9800円。N20-BASIC搭載。液晶画面40桁×2行。当時としては大型の画面に加え、ファンクションキーを備えるなど、プログラム電卓の発展形ではなく小型のハンドヘルドコンピュータという趣の重厚な機種。本体サイズは、幅225mm、奥行130mm、高さ32mm、本体重量は約600g、アルカリ電池で50時間動作可能。このためポケットコンピュータの範疇に含めるかは意見が分かれるところであった。日本電気 (NEC) が発売した唯一のポケコン。

### 東芝
IHC-8000(Pasopia Mini)
24桁×1行、4KB（最大16KB）メモリ。一体型プリンターIHP-500のインタフェースを経由してCRTやRS-232Cでパーソナルコンピュータと接続できるようになっていた東芝のポケコン。